# ۲-متیلیندول
۲-متیلیندول (به انگلیسی: 2-Methylindole) با فرمول شیمیایی C9H9N یک ترکیب شیمیایی با شناسه پاب‌کم 14044 است. که جرم مولی آن ۱۳۱٫۱۷ گرم بر مول می‌باشد. شکل ظاهری این ترکیب، Yellow viscous liquid است.